# Menschen und Leidenschaften
Menschen und Leidenschaften (в буквальном переводе с немецкого «Люди и страсти») — драма Михаила Лермонтова, написанная в 1830 году.

## Сюжет
Главный герой пьесы — Юрий Волин, молодой человек из дворянской семьи, страдающий от одиночества и разочарованный в жизни. Его высокие идеалы вступают в трагическое противоречие с окружающей действительностью. Литературоведы считают, что пьеса автобиографична: отдельные мотивы восходят к конфликту между отцом и бабкой автора, к жизни Лермонтова в пансионе.

## История текста и восприятие
Посвящение к пьесе и пересказ её содержания были опубликованы в 1860 году, полный текст пьесы был впервые издан в 1880. На сцене Menschen und Leidenschaften впервые поставили в 1948 году в Абакане, в Хакасском областном драматическом театре.
Исследователи связывают с этой драмой важный поворот в творчестве Лермонтова: это первое произведение поэта, где главный герой, романтический человек, оказывается в обычной, будничной, среде. Позже этот мотив нашёл более полное воплощение в «Герое нашего времени», в образе Печорина. Пьеса заметно стилизована под прозаические драмы Фридриха Шиллера, в описании жизни помещичьей усадьбы автор явно зависит от русских комедий XVIII века.